# Mariakerk (Greifswald)
De Mariakerk (Marien-Kirche), is de oudste van de drie grote middeleeuwse parochiekerken van Greifswald (de andere twee zijn de Sint-Nicolaasdom en de Sint Jacobikerk).  Op basis van het gedrongen en massieve aanzien van het bouwwerk wordt de kerk in de volksmond Dicke Marie (Dikke Marie) genoemd.

## Geschiedenis
Het ontbreekt aan een exacte datum van het bouwbegin, maar aangenomen wordt dat dit in het midden van de 13e eeuw moet zijn geweest, vrijwel direct na de toekenning van de stadsrechten aan Greifswald in 1250. Vermoedelijk werd nog tot in de eerste helft van de 14e eeuw doorgewerkt aan het kerkschip.
De bekende Duitse hervormer Johannes Bugenhagen, die reeds als 16-jarige aan de universiteit in Greifswald studeerde, voerde in 1534 de reformatie in. Met de door hem geschreven kerkorde van 1535 gaf hij de hervorming in Pommeren vastere vormen.
In 1678 veroverde keurvorst Frederik Willem I van Brandenburg na een belegering (en een eerdere vergeefse poging in 1659) Greifswald. Tijdens de beschietingen werd de gotische toren van de Mariakerk getroffen. De beschadigde spits werd later afgebroken en vervangen door de huidige torenafsluiting. De ijzeren kogels in de muren en pilaren getuigen nog van de beschietingen.
De kerk liep nieuwe schade op toen in 1758 een Pruisische kruittoren ontplofte. 
Tijdens de bezetting van Greifswald door Franse troepen werd de Mariakerk, net als de Jacobikerk, aan de eredienst onttrokken. De Mariakerk werd als opslagplaats voor legergoederen gebruikt. Bijna het gehele interieur ging hierdoor verloren. Het laatgotische vleugelaltaar werd verkocht als brandhout, maar men wist een reliëf van de graflegging te redden.
De orgelbouwer Friedrich Albert Mehmel uit Stralsund bouwde in 1866 een groot romantisch orgel in de kerk. In de jaren 1885-1887 vond een grondige restauratie plaats.
De Mariakerk werd in de Tweede Wereldoorlog als depot voor de geneeskundige dienst van het leger gebruikt.

## Bouwbeschrijving
De Mariakerk is een 67 meter lang bouwwerk van baksteen met een toren van drie geledingen. Het gebouw wordt overdekt door een zadeldak. De recht gesloten oostelijke gevel is rijk versierd met acht spitsbogige blindnissen van ongelijke hoogte en vijf slanke torentjes. Het onderste deel van de 65 meter hoge toren met zijn tot vier-en-een-halve meter dikke muren, werd reeds vanaf het begin van de 14e eeuw voltooid. De voorhal voor de toren werd er in het jaar 1450 aangebouwd. De oorspronkelijk gotische toren werd in de 17e eeuw tijdens oorlogshandelingen beschadigd en later vervangen door het huidige piramidedak. De middelste geleding van de toren is voorzien van blindnissen, de muren van het iets ingesnoerde bovendeel hebben galmgaten. Omstreeks 1350 werd aan de zuidzijde de Annakapel aangebouwd. De tegenwoordig als winterkerk in gebruik zijnde Annakapel bezit een zesdelig gewelf met polygonale ribben.   

## Inrichting
Na de vernietiging van het kerkmeubilair tijdens de Franse bezetting werd de Mariakerk in 1837 van een nieuwe inrichting voorzien.
- Het verhoogde altaar en de mensa zijn van eikenhout gemaakt. In de neogotische opzet bevindt zich een kopie van Corregio's "Heilige Nacht". Het olieverfschilderij van 2,30 bij 1,90 meter werd gemaakt door Friedrich August von Klinkowström (* 1778 - † 1835).
- De renaissance-kansel uit 1587 was een kostbare schenking van drie families. Er zijn meer dan 60 verschillende houtsoorten gebruikt bij het inlegwerk. Op kunstige wijze zijn met het inlegwerk de vier evangelisten Johannes, Lucas, Marcus en Mattheus, Petrus, Christus en Johannes de Doper en Paulus vormgegeven. De deur van de preekstoel toont Maria in een rozenhaag (buiten) en Luther (binnen). Onder het klankbord zijn de schilderijen van de hervormers Johannes Bugenhagen, Maarten Luther en zijn medestrijder Philipp Melanchthon.
- In de Annakapel hangt boven de uitgang naar het hoofdschip een houtreliëf uit het begin van de 16e eeuw. Het betreft een voorstelling van de Heilige Maagschap. Oorspronkelijk komt het reliëf, dat 17 figuren telt, van een niet meer bestaand vleugelaltaar.
- In de doorgang tussen toren en kerkschip staat op een sokkel een verzoeningssteen voor de in 1462 vermoorde burgemeester en stichter van de universiteit Heinrich Rubenow. Hij werd slachtoffer van een complot van politieke tegenstanders en door Klaus Hurmann met een houw van een bijl in zijn schedel vermoord. Na de moord en de terechtstelling komt het tot een verzoeningsproces en de schenking van de verzoeningssteen. De hoge rechthoekige steen bestaat uit Gotlandse kalksteen en werd in 1702 vanuit de kerk van het Franciscaner klooster, waar Rubenow werd bijgezet, naar de Mariakerk overgebracht[1].
- In de Herdenkingskapel (Gedächtniskapelle) bevinden zich muurschilderingen. Het inschrift luidt (vertaald): in het jaar des Heren 1411 is deze kapel gewijd; ter ere van de almachtige God en de apostel Filippus, Jacobus, Johannes de Doper, Joris, Catharina, Barbara, Dorothea. Voorts zijn er vier fresco's van Jezus in de hof, de geseling van Christus, de kruisdraging en een kruisigingsvoorstelling. In 1957-1958 werd de kapel als herdenkingskapel ingericht ter nagedachtenis aan de slachtoffers van de oorlog. Het crucifix aan de zuidelijke muur is laatmiddeleeuws. In de twee nissen (voor elke wereldoorlog één nis) liggen boeken met daarin de namen van hen die het leven lieten[2].

## Orgel
Volgens bewaarde facturen moet de Mariakerk al in 1420 een groot en een klein orgel hebben gehad. Het huidige orgel stamt uit het jaar 1866 en werd door Friedrich Albert Mehmel gebouwd. Het is het grootste nog bestaande instrument van deze orgelbouwer en bovendien een van de grotere romantische instrumenten. Bijzonder is dat het orgel nog vrijwel geheel in de oorspronkelijke staat is en er niets aan de stemming werd veranderd. Het instrument heeft mechanische sleepladen en in totaal 37 registers.